# Rain (canción de Breaking Benjamin)
«Rain» es una canción de la banda estadounidense de metal alternativo Breaking Benjamin. Fue lanzado el 28 de junio de 2005 como el tercer y ultimó sencillo de su segundo álbum de estudio We Are Not Alone, editado en junio de 2004.
La versión en sencillo de 2005 de "Rain" se encuentra únicamente en las ediciones más recientes de We Are Not Alone. Esta versión es una versión de "Rain" con banda completa (a diferencia de la versión original en la que el único instrumento utilizado es una guitarra acústica). La canción se interpretó en Sessions@AOL junto con "So Cold" y "Sooner or Later".

## Lista de canciones
| Sencillo de iTunes |                       |          |  |
| N.º                | Título                | Duración |  |
| 1.                 | «Rain (Versión 2005)» | 3:22     |  |

## Posicionamiento en lista
| Lista (2005)                         | Posición |
| ------------------------------------ | -------- |
| Estados Unidos (Alternative Airplay) | 39       |
| Estados Unidos (Mainstream Rock)     | 23       |